# Susumu Katsumata
Susumu Katsumata (født 17. februar 1956) er en tidligere japansk fodboldspiller og træner.
Han har spillet for flere forskellige klubber i sin karriere, herunder Kofu SC.
Han har tidligere trænet Ventforet Kofu.